# Niwaella longibarba
Niwaella longibarba es una especie de pez de la familia Cobitidae en el orden de los Cypriniformes.

## Hábitat
Vive en zonas de clima subtropical.

## Distribución geográfica
Se encuentra en el río Cao'ejiang (Zhejiang, China ).